# بنجامين تشافيز
بنجامين فرانكلين تشافيز جونيور، (22 يناير 1948)، زعيم حركة الحقوق المدنية أمريكي من أصل أفريقي. في شبابه، كان مساعدًا لمارتن لوثر كينغ جونيور، الذي ألهمه للعمل في حركة الحقوق المدنية.
في سن 23، برز تشافيز على الصعيد الدولي في عام 1971 كزعيم ويلمنغتون، وهم ناشطون في مجال الحقوق المدنية الذين أدينوا بافتعال حرائق عن عمد. باعتباره الأكبر بين العشرة، تلقى تشافيز أطول عقوبة. في عام 1980 أُطلق سراح العشرة بعد استئناف الإدانات والأحكام الصادرة بحقهم. عاد تشافيز إلى كلية الدراسات العليا مجال الحقوق المدنية، وأصبح نائب رئيس المجلس الوطني للكنائس.
في 24 يونيو 2014، أصبح تشافيز رئيسًا ومديرًا تنفيذيًا للجمعية الوطنية لناشري الصحف، وهي منظمة أمريكية أفريقية ركزت على دعم ومناصرة أكثر من 200 صحيفة سوداء في البلاد. في عام 2015، ساعد في تنظيم الذكرى السنوية العشرين لمسيرة المليون رجل.

## النشأة
وُلد بنجامين فرانكلين تشافيز جونيور ونشأ في أكسفورد بولاية كارولاينا الشمالية. في عام 1960 في سن الثانية عشرة، أصبح تشافيز أول أمريكي من أصل أفريقي يحصل على بطاقة مكتبة في المكتبة العامة المنفصلة. تخرج من مدرسة ماري بوتر الثانوية في عام 1965 والتحق بكلية القديس أوغسطين كطالب جديد. حصل على شهادة الآداب في الكيمياء من جامعة كارولينا في شارلوت (1969).
عمل تشافيز في حركة الحقوق المدنية، حيث قاد مسيرة عام 1970 إلى عاصمة الولاية احتجاجًا على تبرئة ثلاثة رجال بيض من قتل هنري دي مارو في أكسفورد. كان زعيمًا لعائلة ويلمنغتون، الذين أدينوا جميعًا بافتعال حرائق عن عمد خلال الاحتجاجات في المدينة من أجل إلغاء الفصل العنصري في المدارس. أكبرهم يبلغ من العمر 24 عامًا، وحُكم عليه بالسجن لمدة 34 عامًا. بعد استئناف الإدانات والأحكام في عام 1980، ألغت محكمة الاستئناف الفيدرالية الإدانات وأصدر حاكم ولاية كارولينا الشمالية بيفرلي برديو قرار العفو عن كل أعضاء ويلمنغتون في 31 ديسمبر 2012.
حصل تشافيز على درجة الماجستير في اللاهوت (بامتياز) من جامعة ديوك (1980) وعلى درجة الدكتوراه من جامعة هوارد (1981). قُبل تشافيز في برنامج الدكتوراه في علم اللاهوت النظامي كطالب دراسات عليا في معهد الاتحاد اللاهوتي في مدينة نيويورك وأكمل جميع متطلبات الدورة الأكاديمية في عام 1984.[بحاجة لمصدر]

## المهنة

### الحقوق المدنية والنشاطات السياسية
في عام 1963، عندما كان طالبًا في المدرسة الثانوية، أصبح تشافيز منسقًا للشباب على مستوى الولاية في ولاية كارولاينا الشمالية.
في عام 1968، عمل تشافيز أيضًا في الحملة الرئاسية لروبرت ف. كينيدي.  بعد تخرجه من مركز الأمم المتحدة في عام 1969، عاد تشافيز إلى أكسفورد وقام بالتدريس في مدرسة ماري بوتر الثانوية، وكان الفصل بين الطلاب الأمريكيين من أصل أفريقي مستمرًا على الرغم من أن المحاكم الفيدرالية قد أمرت الولاية بإلغاء الفصل العنصري. في عام 1970 بعد مقتل هنري مارو البالغ من العمر 23 عامًا وإصدار حكم البراءة على الرجال الثلاثة المتهمين، نظم تشافيز مسيرة احتجاجية من أكسفورد إلى مبنى الكابيتول في ولاية كارولينا الشمالية في رالي. بعد مسيرة أكسفورد إلى رالي، نظم مقاطعة سوداء للأعمال التجارية البيضاء في أكسفورد استمرت لمدة 18 شهرًا حتى وافقت المدينة على دمج مرافقها العامة، بما في ذلك المدارس.